# Xanthocalanus pinguis
Xanthocalanus pinguis är en kräftdjursart som beskrevs av Farran 1905. Xanthocalanus pinguis ingår i släktet Xanthocalanus och familjen Phaennidae. Inga underarter finns listade i Catalogue of Life.